# Érd tömegközlekedése
Érd közösségi közlekedése két ágazatból, az autóbusz-hálózatból, illetve a vasútból áll. A buszjáratok üzemeltetéséről a Volánbusz gondoskodik 17 helyközi és 4 helyi viszonylaton. A város központjában két távolsági busz is megáll, ezek Budapest, illetve Százhalombatta, Dunaújváros és Pécs irányába közlekednek. Érden négy vasútállomás található, az autóbusz-állomás közvetlen közelében elhelyezkedő Érd alsó a Budapest–Murakeresztúr-vasútvonalon található, a másik három (Budapest felől: Érdliget, Érd felső, Érd) a Budapest–Pécs-vasútvonal mentén helyezkedik el. A vasúti személyszállítást a MÁV-START Zrt. végzi, személy-, gyorsított személy- és zónázóvonatokkal.

## Autóbusz
A helyi- és helyközi járatok üzemeltetője a Volánbusz. A város nyugati csücskében található a helyi járatok depója.
| Vonalszám | Útvonal                                                                                              | Jellege   | Megjegyzés |
| --------- | --- | --------- | --- |
| 700       | Érd, autóbusz-állomás – Budapest, Budatétény vasútállomás (Campona)                                  | Helyközi  | |
| 705       | Adony, községháza – Budapest, Népliget                                                               | Helyközi  | Adony felé csak felszállás, Budapest felé csak leszállás céljából áll meg Érden.                                                                 |
| 710       | Százhalombatta, autóbusz-forduló – Diósd – Budapest, Kelenföld vasútállomás                          | Helyközi  | |
| 712       | Százhalombatta, autóbusz-forduló – Diósd – Budapest, Kelenföld vasútállomás                          | Helyközi  | Útvonala a 710-essel azonos, de Százhalombattán betér a Régészeti Parkhoz is.                                                                    |
| 715       | Százhalombatta, Régészeti Park – Diósd – Budapest, Kelenföld vasútállomás                            | Helyközi  | A 710-es és a 712-es busz gyorsjárata. |
| 720       | Érd, autóbusz-állomás – Diósd – Budapest, Kelenföld vasútállomás                                     | Helyközi  | Hétvégente éjszaka is közlekedik. |
| 722       | Pusztazámor, autóbusz-forduló – Diósd – Budapest, Kelenföld vasútállomás                             | Helyközi  | |
| 724       | Pusztazámor, autóbusz-forduló – Budapest, Kelenföld vasútállomás                                     | Helyközi  | A 722-es gyorsjárata, csak néhány menete érinti a Bem téri megállót.                                                                             |
| 731       | Érd, autóbusz-állomás – Parkváros – Érd, Bem tér – Budapest, Kelenföld vasútállomás                  | Helyközi  | Csak a kora hajnali és a késő esti órákban jár. Parkvároson belül a Bajcsy-Zsilinszky úton át közlekedik.                                        |
| 732       | Érd, Bem tér – Parkváros – Budapest, Kelenföld vasútállomás                                          | Helyközi  | Parkvároson belül mindkét irányban a Szövő utca – Ötvös utca – Iparos utca útvonalon halad.                                                      |
| 733       | Érd, autóbusz-állomás – Parkváros – Érd, Bem tér                                                     | Helyi     | Parkvároson belül az Ürmös utcán át közlekedik.                                                                                                  |
| 734       | Érd, autóbusz-állomás – Parkváros – Érd, Bem tér – Budapest, Kelenföld vasútállomás                  | Helyközi  | Parkvároson belül a Lőcsei utcán át közlekedik.                                                                                                  |
| 735       | Érd, autóbusz-állomás – Parkváros – Érd, Bem tér – Budapest, Kelenföld vasútállomás                  | Helyközi  | Parkvároson belül a Bajcsy-Zsilinszky úton át közlekedik. A város legsűrűbb helyközi buszjárata.                                                 |
| 736       | Érd, autóbusz-állomás – Parkváros – Érd, Bem tér (– Budapest, Kelenföld vasútállomás)                | Helyközi  | Budapestet csak munkanapokon, csúcsidőszakban érinti. Parkvároson belül az Ürmös utcán át közlekedik.                                            |
| 738       | (Érd, autóbusz-állomás →) Bem tér → Favágó utca (Teleki iskola) → Bem tér (→ Autóbusz-állomás)       | Helyi     | Csak iskolai előadási napokon közlekedik. A zárójelben lévő szakaszt csak a nap első és utolsó járata érinti, ezek a Lőcsei úton át közlekednek. |
| 741       | Érd, autóbusz-állomás – Kossuth Lajos utca – Tárnok, autóbusz-forduló                                | Helyközi  | |
| 742       | Érd, autóbusz-állomás – Velencei út – Tárnok, autóbusz-forduló                                       | Helyközi  | |
| 744       | (Érd, Tesco →) Autóbusz-állomás → Kossuth Lajos utca → Velencei út → Autóbusz-állomás (→ Érd, Tesco) | Helyi     | A zárójelben lévő szakaszt csak 8 és 19 óra között érinti. Ellenkező irányban a 745-ös busz közlekedik, a Tesco érintése nélkül.                 |
| 745       | Autóbusz-állomás → Velencei út → Kossuth Lajos utca → Autóbusz-állomás                               | Helyi     | Ellenkező irányban a 744-es busz közlekedik, ami bizonyos időszakokban a Tescót is érinti.                                                       |
| 746       | (Érd, Tesco –) Autóbusz-állomás – Érd, Minaret                                                       | Helyi     | A zárójelben lévő szakaszt csak 8 és 21 óra között érinti.                                                                                       |
| 755       | Érd, autóbusz-állomás – Parkváros – Érd, Bem tér – Budaörs, Lakótelep                                | Helyközi  | Parkvároson belül a Lőcsei utcán át közlekedik.                                                                                                  |
| 756       | Százhalombatta, Vasútállomás – Parkváros – Érd, Bem tér – Budapest, Waldorf Általános Iskola         | Helyközi  | Parkvároson belül a Bajcsy-Zsilinszky úton át közlekedik.                                                                                        |
| 1120      | Dunaújváros, autóbusz-állomás – Budapest, Népliget                                                   | Távolsági | Dunaújváros felé csak felszállás, Budapest felé csak leszállás céljából áll meg Érden.                                                           |
| 1134      | (Siklós, autóbusz-állomás –) Pécs, autóbusz-állomás – Budapest, Népliget                             | Távolsági | Siklós felé csak felszállás, Budapest felé csak leszállás céljából áll meg Érden.                                                                |

## Vasút

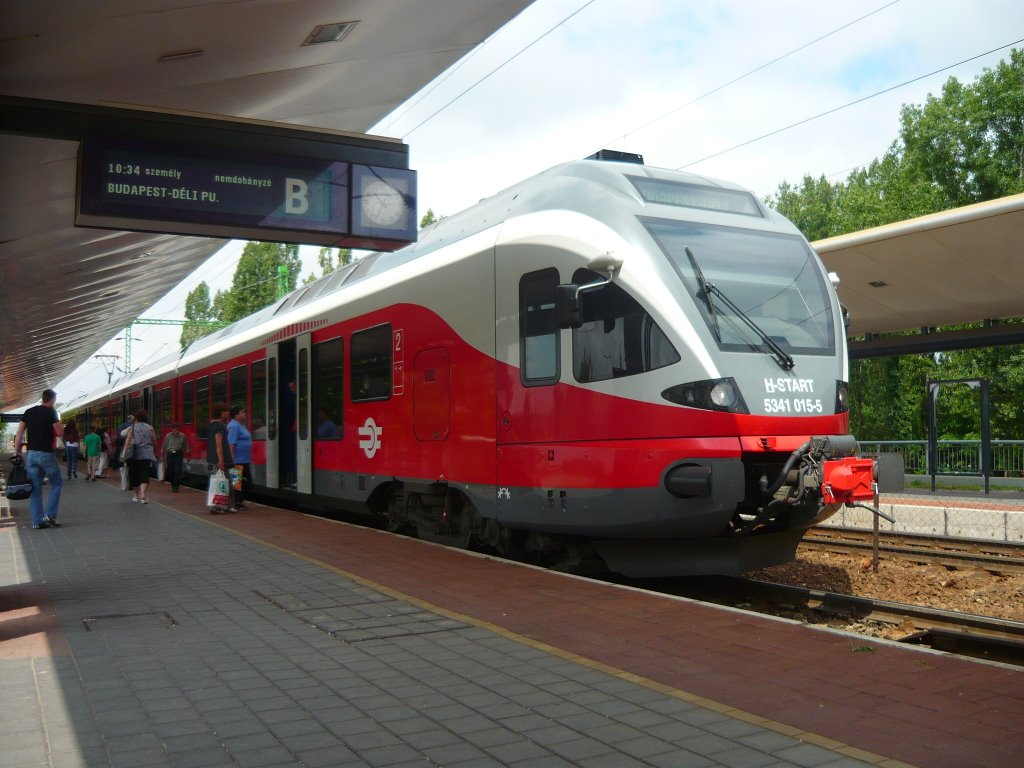
A Martonvásár – Déli pályaudvar menetrend szerinti személyvonat Érd felsőn

Vasút szempontjából Érd előnyös helyen fekszik, hiszen két fővonal is érinti:
- 30a: Budapest → ''Tétényliget (Budapest közigazgatási határán belül, Nagytétény szélén, Érdligethez közelebb), Érd alsó → Székesfehérvár
- 40a: Budapest → Érdliget, Érd felső, Érd → Pusztaszabolcs

Az ütemes menetrend bevezetésének köszönhetően óránként közlekednek vonatok Martonvásár, Székesfehérvár illetve Pusztaszabolcs felé; Budapest felé átlagosan 30 percenként, de csúcsidőben akár 5-10 percenként is. A város valamennyi vasútállomása (Érdet leszámítva) úgy lettek kialakítva, hogy a FLIRT motorvonatokra történő felszállás kerekesszékkel is megoldható legyen. A 2010-es években a két vasútvonallal együtt mind a négy vasútállomás rekonstrukción esett át. A legforgalmasabb Érd alsó és Érd felső megállóhelyet egyaránt teljesen átépítették, amelynek keretében korszerű, fedett vágányok jöttek létre és mindegyik vágány akadálymenetesen megközelíthető. Jegypénztár és váróterem is helyet kapott.